# Brian O'Meara
Pas d'image ? Cliquez ici

a Compétitions nationales et continentales officielles uniquement.

b Matchs officiels uniquement.
Dernière mise à jour le 15 novembre 2021.
Brian Trant O'Meara, est né le 5 avril 1976 à Cork (Irlande). C’est un joueur de rugby à XV, qui joue avec l'équipe d'Irlande entre 1997 et 2003, évoluant au poste de demi de mêlée.

## Carrière
Il a eu sa première cape internationale à l’occasion d’un match du tournoi le 15 février 1997 contre l'équipe d'Angleterre. 
Il participe au Tournoi des Cinq Nations de 1997 à 1998 puis de nouveau au Tournoi des six nations 2001.
Brian O'Meara a joué avec le Munster et le Leinster en Coupe d'Europe et en Celtic league (40 matches de Coupe d'Europe).

## Palmarès
- Vainqueur de la Celtic League en 2001

## Statistiques internationales
- 9 sélections
- Sélections par années : 3 en 1997, 1 en 1998, 2 en 1999, 1 en 2001, 1 en 2003
- Tournois des cinq/six nations disputés: 1997, 1998, 2001.
- Participation à la coupe du monde de 1999 (2 matchs, 2 comme remplaçant).